# Oryzeae
Oryzeae je tribus porodice trava, dio potporodice Oryzoideae. Sastoji se od dva podtribusa sa ukupno 9 rodova. Najpoznatija vrsta je  Oryza sativa.

## Podtribusi i rodovi
1. Subtribus Oryzinae Rchb.
  1. Leersia Sol. ex Sw. (18 spp.)
  2. Maltebrunia Kunth (5 spp.)
  3. Prosphytochloa Schweick. (1 sp.)
  4. Oryza L. (23 spp.)
2. Subtribus Zizaniinae Benth.
  1. Chikusichloa Koidz. (3 spp.)
  2. Hygroryza Nees (1 sp.)
  3. Zizania L. (4 spp.)
  4. Luziola Juss. (11 spp.)
  5. Zizaniopsis Döll & Asch. (6 spp.)